# Myotis chiloensis
Espèce
Statut de conservation UICN

 LC  : Préoccupation mineure
Myotis chiloensis est une espèce de mammifères chiroptères (chauves-souris) de la famille des Vespertilionidae.